# Berno (okręg)
Berno (niem. Amstbezirk Bern) – dawny okręg ze stolicą w Bernie w kantonie Berno. Dzielił się na 13 gmin i zajmował powierzchnię 233,27 km². Powstał w 1803. Istniał do 31 grudnia 2008.